# Heiliger Pütz
Koordinaten: 50° 43′ 18,3″ N, 6° 31′ 25″ O
Der Heilige Pütz (auch Helje Pötz) ist ein Quellbecken im Wald bei Drove (Kreuzau) unterhalb des Hangs der Drover Heide im nordrhein-westfälischen Kreis Düren.
Der Name „heilig“ wird abgeleitet von „Hügel“, „Pütz“ ist die Bezeichnung für eine Quelle.
Die Quelle entwässert in den Thumbach, auch Heiligenbach genannt. Das Quellbecken zusammen mit dem Drover-Berg-Tunnel ist ein überregional bedeutendes Bodendenkmal der Gemeinde Kreuzau-Drove. Die Römer fassten die Quelle und erhöhten den Rand, der auch heute noch deutlich zu sehen ist. Von hier wurde durch den Tunnel das Wasser zu einer römischen villa rustica bei Soller geleitet. Heute ist die Quellfassung durchstochen, damit das Wasser abfließen kann.
Die Quelle produziert etwa 480 m³ Wasser am Tag, das an einer geologischen Bruchlinie am Ende einer nach Nordosten gekippten Scholle zu Tage tritt.